# Matej Pátak
Matej Pátak (ur. 8 czerwca 1990 w Dolnym Kubínie) – słowacki siatkarz, grający na pozycji przyjmującego, 46-krotny reprezentant Słowacji.

## Sukcesy klubowe
Mistrzostwo Słowacji:
- 2011, 2013
- 2012

Puchar Słowacji:
- 2013[4]

Puchar Challenge:
- 2017

Mistrzostwo Francji:
- 2017
- 2019